# Мартеллы
Мартеллы — один из великих домов Вестероса в цикле романов Джорджа Мартина «Песнь Льда и Огня» и сериалах «Игра престолов» и «Дом Дракона», принцы Дорна с резиденцией в замке Солнечное Копьё. На гербе Мартеллов изображено солнце, их девиз — «Непреклонные, несгибаемые, несдающиеся».

## История династии
Согласно Мартину, Мартеллы происходили от одного из вождей андалов по имени Морган, который завоевал земли на восточном побережье Дорна в южном Вестеросе. Они долго принадлежали к числу второстепенных лордов и были вассалами Айронвудов, но Морс Мартелл, живший примерно за 700 лет до Завоевания Эйегона, заключил союз с приплывшими в Дорн ройнарами и женился на возглавлявшей их Нимерии. Благодаря этому союзу Мартеллы за 11 лет завоевали весь Дорн. От других правящих династий Вестероса они отличались тем, что носили титул принца, а не короля, и тем, что наследником у них всегда был старший ребёнок вне зависимости от пола (и то, и другое связано с ройнарским влиянием).
Принцы Дорна долго враждовали с Штормовыми Королями и правителями Простора. Когда Эйегон Завоеватель попытался покорить Дорн, старая и слепая принцесса Мерия Мартелл отстояла независимость своих владений. Впоследствии Дорн помог Триархии в войне за Ступени против принца Дейемона Таргариена, брата короля Визериса I, но сохранил нейтралитет во время Пляски Драконов. Когда Дейерон I Таргариен стал новым королём, он завоевал Дорн, но Мартеллы и их вассалы вскоре подняли восстание, стоившее ему жизни. Позже Дейерон II Добрый выдал свою сестру за принца Марона Мартелла, и благодаря этому Дорн вошёл в состав Семи королевств.
На представительнице семьи Мартеллов был женат принц Драконьего Камня Рейегар Таргариен — наследник Эйериса Безумного, погибший от руки мятежного лорда Штормового Предела Роберта Баратеона в битве на Трезубце. В том же сражении погиб королевский гвардеец Ливен Мартелл — брат правителя Дорна Дорана Мартелла. Сама Элия Мартелл вместе с сыном Эйегоном и дочерью Рейенис была убита вассалом Ланнистеров сиром Григором Клиганом, так что отношения между Мартеллами и новыми королями из рода Баратеонов были настороженными. Когда Джоффри Баратеон сел на Железный Трон, Доран Мартелл признал его власть и даже принял в качестве гостьи невесту своего сына Тристана принцессу Мирцеллу. Брат Элии Оберин попытался отомстить за свою сестру, выступив в качестве защитника Тириона Ланнистера, но погиб в поединке от руки Григора Клигана. Позже выяснилось, что принц Доран давно планирует союз с последними Таргариенами, рассчитывая женить сына Квентина на Дейенерис и выдать дочь Арианну за Визериса. Однако Квентин погиб от драконьего пламени.

## Оценки
Bloomberg, опубликовавший рейтинг домов Вестероса по финансовому признаку, поставил Мартеллов на одну из нижних позиций: этот дом заметно уступает, по мнению составителей рейтинга, Таргариенам, Ланнистерам, Арренам и Старкам.
Рецензенты видят в изображении Мартином Мартеллов явные отсылки к мусульманской Испании.